# Max Guther

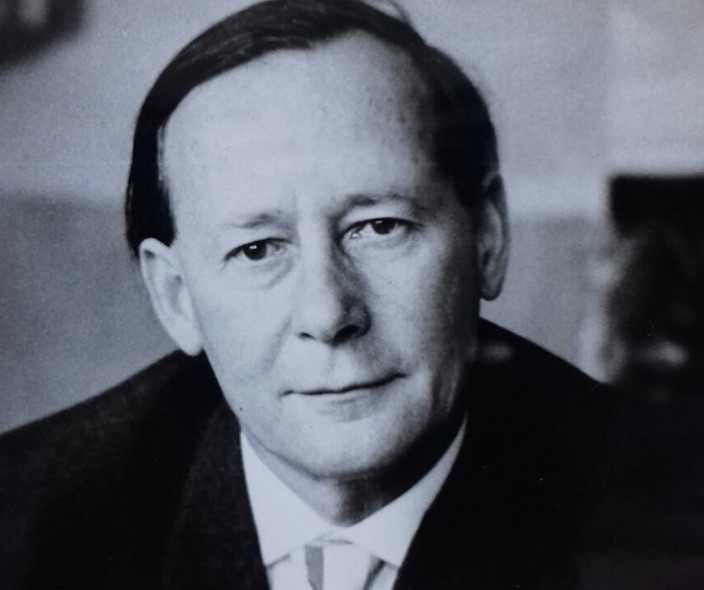
Max Guther, um 1970

Max Guther (* 12. Februar 1909 in Neu-Ulm; † 9. Juni 1991 in Darmstadt) war ein deutscher Architekt, Stadtplaner und Hochschullehrer.

## Leben
Guther studierte Architektur an der Technischen Hochschule Stuttgart, u. a. bei Paul Bonatz, Paul Schmitthenner und Heinz Wetzel. Er war ab 1931 als angestellter Architekt in Stuttgart und Colmar im Elsass und von 1934 bis 1940 als selbstständiger Architekt und Stadtplaner in Hamburg und Schwerin tätig. Von 1940 bis Juli 1945 war er Marinesoldat an der Nordsee.
Politisch unbelastet – er war niemals Mitglied einer nationalsozialistischen Organisation – wurde er noch 1945 Stadtbaurat von Wismar, nahm die zuvor im Büro Gutschow für Wismar erarbeiteten Planungen wieder auf und erstellte einen reduzierten  Flächennutzungsplan und einen Wiederaufbauplan.
Als er Anfang 1947 von Oberbürgermeister Robert Scholl aufgefordert wurde, nach Ulm zu kommen, um am Wiederaufbau mitzuwirken, entschied er sich – auch aus familiären Gründen – von Wismar nach Ulm zu gehen und wurde auf einstimmigen Beschluss des Gemeinderats zum Stadtbaudirektor (Beigeordneten) berufen. Diese Aufgabe erfüllte er mit soviel Elan und Erfolg, dass dies überregional Beachtung fand. Er berief in dieser Zeit den Landschaftsarchitekten Günther Grzimek als Leiter des städtischen Garten- und Friedhofsamts.
Im Herbst 1954 wurde Guther als ordentlicher Professor für Städtebau und Siedlungswesen an die Technische Hochschule Darmstadt berufen (als Nachfolger von Karl Gruber). Ein wichtiger Baustein seiner Lehre wurde das bereits 1949 von den Hochschullehrern Karl Gruber und Friedrich Reinhold begründete Städtebauliche Colloquium, das er zu einem interdisziplinären Diskussionsforum von Forschung, Praxis und Politik entwickelte, in dem regelmäßig und in der Summe über 200 Planern und anderen Fachleuten Gelegenheit geboten wurde, über ihre Arbeit zu berichten; exemplarisch seien genannt: Hans Paul Bahrdt, Jacob Bakema, Lucius Burckhardt, Olaf Boustedt, Georges Candilis, Cornelis van Eesteren, Fred Forbát, Richard Grauhan, Konstanty Gutschow, Werner Hebebrand, Rudolf Hillebrecht, Herbert Jensen, Erich Kühn, Ernst May, Alexander Mitscherlich, Hans Bernhard Reichow, Heinz Schmeißner und Walter Schwagenscheidt. Hier erlebten die Studierenden und auch die schon externen Absolventen die Praxis in anschaulichen Vorträgen.
1957 holte Max Guther den verdienten Stadtplaner Ernst May (1886–1970) als Honorarprofessor an die Technische Hochschule Darmstadt und 1971 Thomas Sieverts auf die neu eingerichtete Professur Städtebau II. Zusammen mit seinen Kollegen Rolf Romero und Thomas Sieverts begründete er die Fachgruppe Stadt als neue Organisation der verschiedenen Fachgebiete innerhalb der Fakultät Architektur.
Von 1969 bis 1970 leitete Guther als Rektor zusammen mit dem Physiker Friedrich Beck und dem Soziologen Manfred Teschner das Direktorium der Technischen Hochschule und verstand es in diesen hochschulpolitisch unruhigen Zeiten, das Vertrauen auch vieler Studierender zu gewinnen.
Seit Ende der 1960er Jahre bemühte er sich darum, eine berufsständige Organisation ins Leben zu rufen, und gründete 1969 – zusammen mit ca. 50 Kollegen – zunächst den Verband deutscher Planer, dessen Vorsitz er bis 1970 übernahm. 1972 entwickelte sich aus diesem Verband die bis heute bestehende Vereinigung der Stadt-, Regional- und Landesplaner, der Guther zu Beginn als Vorsitzender vorstand.
Max Guther war Mitglied der Deutschen Akademie für Städtebau und Landesplanung, des Deutschen Werkbunds (DWB), des Bundes Deutscher Architekten (BDA) und seit 1971 der Berliner Akademie der Künste, Sektion Baukunst.
Neben seiner Lehrtätigkeit betrieb Guther über viele Jahre auch nach seiner Emeritierung 1974 in verschiedenen Kooperationen ein freies Büro für Städtebau und Stadtplanung (zunächst Planungsbüro Guther und Stracke, ab 1974 als StadtBauPlan). Zu den wichtigsten Planungen gehörten die für Düsseldorf-Garath, Bahar Dar (ein Entwicklungsprojekt für eine neue Stadt im Norden Äthiopiens in Zusammenarbeit mit dem Darmstädter Wasserbaungenieur Wilhelm J. Müller), Leverkusen-Steinbüchel, Koblenz-Karthause, Bonn-Tannenbusch-Buschdorf, München-Perlach, Hamburg-Billwerder-Allermöhe und viele andere mehr. In die Lehre floss u. a. seine Planung für die städtebauliche Erweiterung von Düsseldorf-Garath.
Darüber hinaus war er bei zahlreichen Architekturwettbewerben und Gutachterverfahren Preisrichter oder Obergutachter.

## Auszeichnungen
- 1963: Menelik-Orden für Verdienste um Äthiopien, überreicht von Kaiser Haile Selassie von Äthiopien
- 1974: Johann-Heinrich-Merck-Ehrung der Stadt Darmstadt
- 1974: Großes Verdienstkreuz des Verdienstordens der Bundesrepublik Deutschland
- 1976: Cornelius-Gurlitt-Denkmünze der Deutschen Akademie für Städtebau und Landesplanung
- 1982: Ehrendoktorwürde der Technischen Universität München (als Dr.-Ing. E.h.)

## Deutsche Städtebaulehre
Zum 100. Geburtstag seines Stuttgarter Städtebaulehrers Heinz Wetzel (1882–1945) übernahm Max Guther die Aufgabe, diesen im Kontext der Städtebaulehre an den deutschen Technischen Hochschulen darzustellen. Daraus ergab sich ein erster noch unvollständiger Forschungsstand zu den deutschen Städtebaulehrstühlen bis 1945.
Technische Hochschule Darmstadt
- 1897–1927: Karl Hofmann (1856–1933) Architektur
- 1902–1922: Friedrich Pützer (1871–1922) Städtebau, Kirchenbau, Perspektive und Stegreifentwurf
- 1922–1933: Karl Roth (1875–1932) Baukunst und Städtebau
- 1932–1933: Karl Lieser (1901–1990) Städtebau in Vertretung
- 1933–1955: Karl Gruber (1885–1966) Entwerfen, Städtebau und Gefügelehre der mittelalterlichen Baukunst
- 1954–1974: Max Guther (1909–1991) Städtebau und Siedlungswesen
- 1975–1981: Martin Einsele (1928–2000) Entwerfen, Städtebau und Siedlungswesen
- 1987–2004: Stephan Goerner, Entwerfen, Städtebau und Siedlungswesen
- seit 2006: Annete Rudolph-Cleff (* 1965) Entwerfen und Stadtentwicklung

- 1971–2001: Thomas Sieverts (* 1934) Entwerfen und Städtebau
- 2001–2018: Julian Wékel (* 1951) Entwerfen und Regionalentwicklung

- 1972–1981: Rudolf Stalling
- 1982–1999: Roland Wick (1936–2011)

- 1972–1981: Karl-Heinz Jacobitz (1927–2012) Städtebau und Landesplanung
- 1982–2008: Hans Reiner Böhm, Umwelt- und Raumplanung
- 2009–2016: Jochen Monstadt, Raum- und Infrastrukturplanung

Technische Hochschule Aachen
- 1877–1921: Karl Henrici (1842–1927)
- 1919–1944: Theodor Veil (1879–1965)
- 1953–1967: Erich Kühn (1902–1981) Städtebau und Landesplanung
- 1971–1998: Gerhard Curdes (* 1933) Städtebau und Landesplanung
- 1999–2018: Kunibert Wachten (* 1952) Städtebau und Landesplanung
- seit 2018: Christa Reicher (* 1960) Städtebau und Entwerfen

Technische Hochschule Charlottenburg / Berlin
- 1903–1922: Felix Genzmer (1856–1929) Städtebau und farbige Dekoration
- 1922–1938: Hermann Jansen (1869–1945) Städtebaukunst
- 1930–1933: Bruno Taut (1880–1938) Honorarprofessor für Städtebau
- 1939–1945, 1949–1953: Gerhard Jobst, Städtebau und Siedlungswesen
- 1953–1960: Werner March (1894–1976) Städtebau und Siedlungswesen
- 1960–1966: Fritz Eggeling (1913–1966) Städtebau und Siedlungswesen
- 1968–1977: Friedrich Gunkel (1919–1977) Städtebau und Siedlungswesen

- 1904–1927: Josef Brix (1859–1943) Städtebau und städtischer Tiefbau
- 1928–1935: Hermann Ehlgoetz (1880–1943) Städtebau und städtischer Tiefbau
- 1938–1945: Erwin Marquardt (1889–1955) Städtebau und städtischer Tiefbau

- 1936–1941: Gottfried Feder (1883–1941), außerordentlicher Prof. für Raumordnung und Städtebau

- 1947–1960: Hans Scharoun (1893–1972) Städtebau
- 1960–1972: Peter Koller (1907–1996) Städtebau

Technische Hochschule Braunschweig
- 1924–1955: Herman Flesche (1886–1972) Städtebau
- 1960–1962: Johannes Göderitz (1888–1978) Städtebau und Wohnungswesen
- 1962–1968: Herbert Jensen (1900–1968) Städtebau, Wohnungswesen und Landesplanung
- 1970–1973: Hansmartin Bruckmann (1931–2014) Stadtplanung
- 1975–1988: Ferdinand Stracke (1935–2023) Städtebau, Wohnungswesen und Landesplanung
- 1990–2010: Walter Ackers (* 1945) Städtebau und Landschaftsplanung
- seit 2012: Vanessa Miriam Carlow (* 1975)

Technische Hochschule Danzig
- 1904–1911: Ewald Genzmer (1856–1932) Städtebau und städtischer Tiefbau
- 1911–1926: Friedrich Gerlach (1856–1938) Städtebau und städtischer Tiefbau
- 1927–1945: Karl August Hoepfner (1880–1945) Städtebau und städtischer Tiefbau

- 1925–1933: Karl Gruber (1885–1966) Mittelalterliche Baukunst und Entwerfen

Technische Hochschule Dresden
- 1900–1920: Cornelius Gurlitt (1850–1938)
- 1920–1945: Adolf Muesmann (1880–1956) Städtebau

- 1901–1909: Fritz Schumacher (1869–1947) Städtebau
- 1911–1921: Ewald Genzmer (1856–1932) Städtebau
- 1925–1945: Adolf Muesmann (1880–1956) Leiter des Städtebauseminars

Technische Hochschule Hannover
- 1907–1941: Otto Blum (1876–1944) Eisenbahnbau und Eisenbahnbetrieb, ab 1913 Städtebau

- 1919–1938: Ernst Vetterlein (1873–1950) Städtebau und Siedlungswesen
- 1950–1952: Werner Hebebrand (1899–1966) Städtebau und Landesplanung
- 1953–1955: Roland Rainer (1910–2004) Städtebau
- 1956–1965: Wilhelm Wortmann (1897–1995) Städtebau, Wohnungswesen und Landesplanung
- 1966–1993: Friedrich Spengelin (1925–2016) Städtebau, Wohnungswesen und Landesplanung
- 1994–2007: Klaus Trojan (* 1942) Städtebau und Entwerfen
- 2009–2014: Manuel Scholl (* 1962) Städtebau und Entwerfen
- seit 2015: Andreas Quednau (* 1967) Städtebauliches Entwerfen

Technische Hochschule Karlsruhe
- 1862–1912: Reinhard Baumeister (1833–1917) Wasser-, Straßen- und Eisenbahnbetrieb
- 1912–1926: Karl August Hoepfner (1880–1945) Städtebau
- 1927–1948: Roman Heiligenthal (1880–1951) Städtebau, Stadtwirtschaft und Siedlung
- 1949–1961: Wilhelm Strickler, Städtebau und Landesplanung
- 1964–1985: Gadso Lammers, Städtebau und Landesplanung
- 1984–1997: Werner Köhl, Städtebau und Landesplanung
- 1997–2006: Bernd Scholl (* 1953) Städtebau und Landesplanung

- 1912–1925: Walter Sackur (1871–1926) Stadt- und Landbau
- 1927–1929: Hans Freese (1889–1953) Entwerfen und Städtebau
- 1930–1960: Otto Ernst Schweizer (1890–1965) Städtischer Hochbau, Wohnungs- und Siedlungswesen
- 1961–1974: Adolf Bayer (1909–1999) Städtebau und Entwerfen
- 1981–1996: Martin Einsele (1928–2000) Städtebau und Entwerfen
- 1998–2013: Alex Wall, Städtebau und Entwerfen
- seit 2013: Barbara Engel (* 1969), Internationaler Städtebau

Technische Hochschule München
- 1907–1928: Theodor Fischer (1862–1938) Baukunst und Städtebau
- 1930–1932: Adolf Abel (1882–1968) Baukunst und Städtebau

- 1961–1987: Gerd Albers (1919–2015) Städtebau und Regionalplanung
- 1988–2001: Ferdinand Stracke (1935–2023) Städtebau und Regionalplanung
- 2003–2018: Sophie Wolfrum (* 1952) Städtebau und Regionalplanung

- 1954–1961: Georg Werner (1894–1964) Entwerfen und Städtebau
- 1961–1993: Fred Angerer (1925–2010) Entwerfen und Städtebau
- 1994–2007: Ingrid Krau (* 1942) Stadtraum und Stadtentwicklung
- Seit 2005: Alain Thierstein (* 1957), Raumentwicklung

Technische Hochschule Stuttgart
- 1901–1908: Theodor Fischer (1862–1938) Bauentwurf einschließlich Städteanlage
- 1909–1943: Paul Bonatz (1877–1956) Städtebau
- 1947–1960: Richard Döcker (1894–1968) Städtebau und Wiederaufbau

- 1925–1945: Heinz Wetzel (1882–1945) Städtebau und Siedlungswesen
- 1948–1970: Rolf Gutbier (1903–1992) Siedlungswesen und Entwerfen
- 1972–1981: Egbert Kossak (1936–2016) Städtebau
- 1982–1994: Klaus Humpert (1929–2020) Städtebau
- 1994–2014: Franz Pesch (* 1947) Städtebau
- seit 2014: Martina Baum

## Schriften
- Friedrich Pützer. Architekt, Städtebauer, Hochschullehrer. In: Jahrbuch der Technischen Hochschule Darmstadt 1978/1979, S. 7–28.
- Die Architekturprofessoren der THD von 1841 bis 1945 und ihre Planungen für Hochschule und Stadt Darmstadt. In: Jahrbuch der Technischen Hochschule Darmstadt 1980, S. 107–143.
- Zur Geschichte der Städtebaulehre an deutschen Hochschulen. In: Städtebauliches Institut der Universität Stuttgart (Hrsg.), Ulrike Pampe (Red.): Heinz Wetzel und die Geschichte der Städtebaulehre an deutschen Hochschulen. Stuttgart 1982.